# Annika Zimmermann

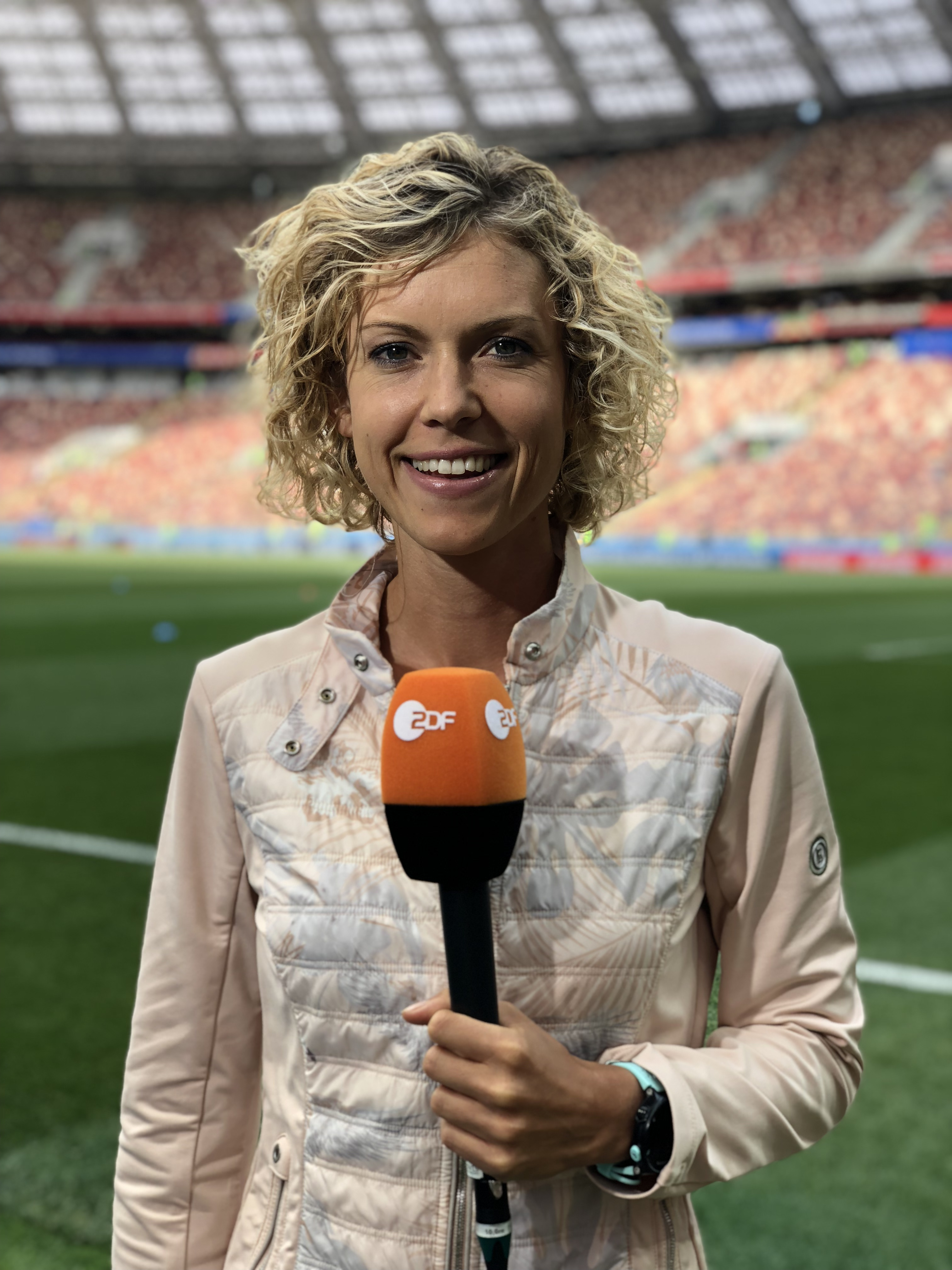
Annika Zimmermann bei der Fußball-WM in Russland (2018)

Annika Zimmermann (* 29. März 1989 in Darmstadt) ist eine ehemalige deutsche Fernsehmoderatorin, Sportjournalistin, Autorin und Speakerin.

## Leben und Karriere
Annika Zimmermann absolvierte 2008 ihr Abitur am Schuldorf Bergstraße in Seeheim-Jugenheim. Im Anschluss legte sie ein freiwilliges Ökologisches Jahr (FÖJ) bei der Schutzstation Wattenmeer ab, in dessen Rahmen sie Öffentlichkeitsarbeit in der Tourismusbranche auf der Insel Föhr leistete.
Annika Zimmermann studierte an der Medienakademie in München Grünwald von 2009 bis 2012 angewandte Medienwirtschaft mit dem Schwerpunkt Sportjournalismus. Das Studium schloss sie mit dem Bachelor of Arts an der Hochschule Mittweida ab. Ab dem 2. Semester arbeitete sie nebenbei als Freie Mitarbeiterin in der Sportredaktion von SPORT1. Daran schloss sich von 2013 bis 2014 eine Tätigkeit als Moderatorin, Reporterin und Redakteurin beim Onlineportal Spox.com an. Dafür war sie während der Fußball-WM 2014 unter anderem beim DFB-Team und auf der Fanmeile gefragt.
Vom 15. September 2014 bis 26. März 2021 arbeitete Zimmermann beim ZDF und löste dort Jessy Wellmer als Sportberichterstatterin ab, wo sie den Sportteil im ZDF-Morgenmagazin und später auch des Mittagsmagazin moderierte. 2015 wurde sie mit dem Deutschen Sportjournalistenpreis als beste Newcomerin ausgezeichnet.
Neben Moderation und Redaktion war Zimmermann beim ZDF auch als Reporterin im Einsatz. So berichtete sie zum Beispiel 2016 von den Olympischen Sommerspielen in Rio de Janeiro und der Fußball-Europameisterschaft in Frankreich, oder auch der Ironman-Triathlon-WM auf Hawaii von 2017 bis 2019, der Tour de France 2017–2020 und der Fußball-Weltmeisterschaft 2018 in Russland, sowie 2018 den Leichtathletik-Europameisterschaften in Berlin und 2019 den Leichtathletik-Weltmeisterschaften in Katar.
Im Frühjahr 2018 erschien ihr Buch „Fit und Fröhlich“ beim Verlag Droemer Knaur. Zusammen mit dem Co-Autor und Sportwissenschaftler Timo Kirchenberger verfasste Zimmermann einen Ratgeber zum Thema Fitness, Ernährung und Achtsamkeit im Alltag.
Ab August 2021 war Zimmermann Teil des Moderatoren-Teams der UEFA Champions League auf Amazon Prime Video, wo sie als Feldreporterin Interviews führte und Highlight-Sendungen präsentierte.
Sie hält Lesungen, moderiert Veranstaltungen und führt Medientrainings durch.

## Privates
Annika Zimmermann lebt in Griechenland.

## Werke
- Fit und Fröhlich, mit Timo Kirchenberger, Knaur Balance, München, 2018, ISBN 978-3-426-67558-8